# República Napolitana (1799)
A República Napolitana ou República Partenopeia foi um estado instituído em Nápoles em 1799 que existiu alguns meses durante a Primeira campanha da Itália das tropas francesas depois da Revolução Francesa.

## Antecedentes
Ao eclodir a Revolução Francesa em 1789 não houve repercussões imediatas em Nápoles. Somente depois da queda da monarquia francesa e a morte dos reis de França na guilhotina é que a política do rei das Duas Sicílias Fernando I e sua consorte Maria Carolina de Habsburgo-Lorena (irmã de Maria Antonieta) começa a ter um claro caráter antifrancês e antijacobino. O Reino de Nápoles aderiu então à Primeira Coligação antifrancesa e começaram as primeiras, embora brandas, repressões internas contra as personalidades suspeitas de simpatias jacobinas. 